# Calangianus
Calangianus é uma comuna italiana da região da Sardenha, província de Sassari, com cerca de 4.550 habitantes. Estende-se por uma área de 126 km², tendo uma densidade populacional de 36 hab/km². Faz fronteira com Berchidda, Luras, Monti, Sant'Antonio di Gallura, Telti, Tempio Pausania.

## Demografia
| Variação demográfica do município entre 1861 e 2011                               |
|                                                                                   |
| Fonte: Istituto Nazionale di Statistica (ISTAT) - Elaboração gráfica da Wikipedia |